# Новоукраїнка (Лозівський район)
Новоукраї́нка —  село в Україні, у Близнюківській селищній громаді Лозівського району Харківської області. Населення становить 352 осіб. До 2020 орган місцевого самоврядування — Новоукраїнська сільська рада.

## Географія
Село Новоукраїнка знаходиться за 6 км від річки Опалиха, поруч урочище Попів Ліс. Навколо села кілька загат.

## Історія
- 1901 - дата заснування.
- У жовтні 1941 року Новоукраїнку зайняли німецькі війська. На початку лютого 1942 року воїни 341-ї стрілецької дивізії повернули Новоукраїнку під радянський контроль. У травні село знов потрапило в руки ворога. Остаточно німців із села вигнали у вересні 1943 року. У боях за Новоукраїнку загинули 115 радянських воїни. Всі вони поховані у братській могилі у центрі села, відомі прізвища 29 воїнів. Багато жителів села Новоукраїнка брали участь на фронтах Німецько-радянської війни у боротьбі проти нацистів. 107 воїнів загинуло у боях.
- 12 червня 2020 року, відповідно до Розпорядження Кабінету Міністрів України № 725-р «Про визначення адміністративних центрів та затвердження територій територіальних громад Харківської області», увійшло до складу Близнюківської селищної громади.[1]
- 19 липня 2020 року, в результаті адміністративно-територіальної реформи та ліквідації Близнюківського району, увійшло до складу Лозівського району Харківської області.[2]

## Економіка
- В селі є молочно-товарна ферма.
- Невеликий глиняний кар'єр.

## Культура
- Школа.
- Клуб.